# Cases de senyors de Vilassar de Mar
Les cases de senyors de Vilassar de Mar són dues cases del carrer Montserrat del municipi de Vilassar de Mar (Maresme) que formen part de l'Inventari del Patrimoni Arquitectònic de Catalunya. Es coneixen amb el nom de Can Roca i Can Nyol, o Can Nyol Gran, per diferenciar-lo de la casa homònima del carrer de Sant Josep.

## Descripció
Mostra de dues cases del centre de Vilassar que pertanyen a les anomenades "cases de senyors". Construïdes a mitjans i finals del segle xix, aquestes cases s'assemblen a la casa de cos típica de Vilassar: casa mitjanera, amb parets longitudinals de càrrega, d'estructura de bigam paral·lel a la façana i amb una porta ample d'arc escarser i una finestra al primer pis. Són de planta baixa i dos pisos.
La façana principal és ornamentada amb cornises motllurades, detalls florals de terra cuita, esgrafiats i algunes rajoles de color verd. La moderació en els ornaments i les proporcions dels elements constructius i formals són d'inspiració neoclàssica. La porta d'entrada, d'arc escarser, dona a un petit rebedor enrajolat tancat per un cancell de vidre a l'àcid, pel qual arriba la llum de l'eixida posterior. Les cases estan en molt bon estat.

## Història
Casa de la classe dominant de Vilassar, de la burgesia local. Era la gent que havia fet fortuna al mateix poble, sense haver de marxar a les Amèriques. Decidien aleshores construir una casa nova inspirada en el vell patró tipològic de la casa de cos, però amb elements més cultes i acadèmics dels manuals neoclàssics.